# I/o (Lied)
i/o ist ein Lied des englischen Singer-Songwriters und Rockmusikers Peter Gabriel. Es ist am 1. Dezember 2023 auf Gabriels zehntem Studioalbum i/o erschienen.

## Geschichte
Die Erstveröffentlichung von i/o erfolgte als vierte Single des Albums i/o am 6. April 2023. Diese Single beinhaltet den ersten Titelsong eines Albums von Peter Gabriel, der den gleichen Namen wie das dazugehörige Musikalbum trägt.
Diese wurde als Einzeltrack zum Download und Streaming durch Real World Records veröffentlicht. Hierbei handelt es sich um den sogenannten Bright-Side Mix, der von Mark „Spike“ Stent abgemischt wurde. Ähnlich wie bei den in den drei Monaten zuvor veröffentlichten Titeln Panopticom, The Court und Playing for Time wurde das erste Veröffentlichungsdatum der Single so gewählt, dass es mit einem Vollmond zusammenfällt.
Insgesamt wurden drei verschiedene Mixe des Titels veröffentlicht: Nach dem Bright-Side Mix (gemixt von Mark „Spike“ Stent) wurde am 20. April 2023 der Dark-Side Mix (gemixt von Tchad Blake) und der Atmos In-Side Mix (von Hans-Martin Buff) an dem darauffolgenden Neumond veröffentlicht.

„Mir gefällt die Idee des Multiple-Mix-Ansatzes sehr gut, denn für die meisten Künstler ist der Prozess und nicht das Produkt das Wichtigste. In gewisser Weise versuche ich, den Prozess für diejenigen, die daran interessiert sind, ein wenig mehr zu öffnen.“

Das Lied wurde erstmals bei dem ersten Konzert der I/o The Tour am 18. Mai 2023 in der Tauron Arena in Krakau, Polen live gespielt und gehörte immer zur Setlist der Tournee.

## Artwork
Das Cover-Artwork der Single zeigt ein Foto von Jens Ziehe von dem Werk Colour experiment no. 114 aus dem Jahr 2022 (Öl auf Leinwand, Durchmesser 80 cm) des Künstlers Ólafur Elíasson. Das Bild besteht aus einem dunklen Kreis, in dem ein breiter Ring steht, der von innen nach außen die Farben des Regenbogens wiedergibt – wobei das Violett, das sich ganz innen befindet, kaum zu sehen ist und der gelbe Bereich die größte Breite hat. 2009 begann Ólafur Elíasson mit einer Serie von Gemälden, die teilweise von der Idee inspiriert sind, für jeden Nanometer des sichtbaren elektromagnetischen Spektrums (Licht), dessen Wellenlänge von etwa 390 bis 700 Nanometern reicht, einen exakten Farbton zu mischen und anzuwenden. Elíasson hat etliche dieser Gemälde geschaffen, wobei sie in Größe und Ausprägung sehr unterschiedlich sind. Die Farbpalette anderer Werke der Reihe ist bestimmten künstlerischen Quellen entnommen, wie zum Beispiel historischen Gemälden von J.M.W. Turner oder Caspar David Friedrich oder Fotografien von Elíasson.

„Ólafur Elíasson ist ein außergewöhnlicher Künstler, der meiner Meinung nach in vielerlei Hinsicht der König des Lichts ist. Viele seiner Arbeiten haben mit Licht und der Natur zu tun, und ich hatte das Gefühl, dass er gerade für diesen Song absolut perfekt wäre, und ich war hocherfreut, als er ja sagte. Das Stück heißt Farbexperiment Nr. 114, aus dem Jahr 2022. Ich denke, Ólafur ist eine Mischung aus Künstler, Wissenschaftler und Magier. Er hat immer eine Mission und etwas über die Welt und die Natur und das Licht und unsere Erfahrungen damit zu sagen, und das hilft uns, unsere Interaktion mit unserer Umgebung zu überdenken.“

## Hintergrund
Aufgenommen in Gabriels Real World Studios in Box, Wiltshire, im Beehive in London und in den High Seas Studios in Johannesburg sind auf i/o unter anderem Tony Levin am Bass, Manu Katché am Schlagzeug und zum ersten Mal der Soweto Gospel Choir aus Soweto, Südafrika zu hören.
Der Bright-Side Mix der Single wurde am vierten Vollmond des Jahres 2023 veröffentlicht, genannt Pink Moon. Gabriel kündigte bei der Veröffentlichung des Titels Panopticom an, dass weitere Bright-Side Mixe von Titeln des Albums von Mark „Spike“ Stent und weitere Dark-Side Mixe von Tchad Blake veröffentlicht werden. Der erste Mix wurde jeweils bei Vollmond und die weiteren bei Neumond veröffentlicht. Darüber hinaus wurden von allen Titeln In-Side Mixe in Dolby Atmos von Hans-Martin Buff angekündigt, die von ihm im Red Room der Real World Studios und seinem eigenen Tonstudio Aural Majority Pad in Boofland erstellt wurden. Diese können auf Apple Music, Amazon Music als auch der Audio-Blu-ray des Albums gehört werden. Als Stereo-Variante steht bzgl. der Streamingdienste der jeweilige Dark-Side Mix zur Verfügung.

## Inhalt und Bedeutung
Der Song i/o handelt von Zusammenhängen. Alles ist in irgendeiner Weise miteinander verbunden. Alle Menschen sind entstanden aus Atomen und Biochemie. Um wachsen zu können, wird Material in alle gesteckt – und kommt letzten Endes auch wieder heraus. Und wenn die Einzelnen irgendwann vergehen, bleiben die Atome bestehen und formen wieder etwas anderes neues. Es gibt eine Art Lebenskraft, die das Universum nie verlässt. Gabriel ist der Meinung, dass diese Erkenntnis ein Verständnis für alles geben kann – für das Leben an sich, die Natur und die Mitmenschen.
Über den Ursprung des Liedes sagte Gabriel:

„Diesen Monat ist das Lied i/o dran und „i/o“ bedeutet Input/Output (=Eingabe und Ausgabe). Man sieht es auf der Rückseite von vielen elektrischen Geräten, und es hat einfach einige Ideen über die Dinge ausgelöst, die wir in uns hineinstecken und aus uns herausholen, auf physische und nicht-physische Weise. Das war der Ausgangspunkt für diese Idee und den Versuch, über die Verflechtung von allem zu sprechen. Je älter ich werde, desto klüger werde ich wahrscheinlich nicht, aber ich habe ein paar Dinge gelernt, und es ergibt für mich sehr viel Sinn, dass wir nicht diese unabhängigen Inseln sind, für die wir uns gerne halten, sondern dass wir Teil eines Ganzen sind. Wenn wir uns als besser vernetzte, immer noch verkorkste Individuen sehen können, aber als Teil eines Ganzen, dann gibt es vielleicht etwas zu lernen?“

„Wenn wir uns auf sanfte Weise als besser vernetzte, immer noch verkorkste Individuen sehen können, aber als Teil eines Ganzen, dann gibt es vielleicht etwas zu lernen. Ich kann mich nicht immer in diesen Geisteszustand versetzen, aber wenn ich es tue, bringt es mir, wenn nicht Glück, so doch ein gewisses Gefühl von Ort und Zweck.“

## Bandcamp Exclusives
Für die Abonnenten des Kanals von Peter Gabriel bei dem Online-Musikdienst Bandcamp wurden zusätzlich zu den Bright-Side und den Dark-Side Mixen alternative Versionen der bis jetzt veröffentlichten Titel des Albums i/o auch zum Download zur Verfügung gestellt, wie auch Videoclips, die deutlich mehr in die Tiefe gehen als die Clips auf YouTube, die an jedem Vollmond regulär erscheinen (meistens an Neumond, manchmal später).
i/o (Post Band Version) – 7:36 – Mit zusätzlichen E-Gitarren und zusätzlicher Bridge und einem längeren Abschnitt gegen Ende, der Teile der funkigen frühen Version enthält. Diese Version ist genau doppelt so lange, wie die beiden Hauptmixe.

## Musikvideos
Zu dem Lied i/o wurde von dem Projekt Sagans am 20. Oktober 2023 das erste Musikvideo veröffentlicht. Dieses ist der Beitrag von Sagans für den Peter Gabriel / Stability AI #DiffuseTogether Wettbewerb, der am 18. April 2023 von Gabriel und Stability AI gestartet wurde.
Über dieses Musikvideo veröffentlichte das Projekt Sagans:

„Das i/o-Video verwandelt die makroskopische Welt in eine mikroskopische Ebene. Es verwandelt die wichtigen Momente des Lebens auf der Erde - Menschen, die sich an den Händen halten, Menschen, die sich küssen, Flüsse, die fließen - in mikroskopische Aufnahmen, indem es etwas Digitales nimmt, um etwas Organisches zu beschreiben.“

Am 23. Januar 2025 wurde die KI-Musikvideocreator-Plattform 50:50 gestartet, das eine fairere Aufteilung der Aufmerksamkeit und der Einnahmen zwischen dem Urheber der Musik und dem der visuellen Elemente erreichen soll.
Das zweite Musikvideo zu dem Lied i/o wurde zu dem Bright-Side Mix im Rahmen von 50:50 am 8. Mai 2025 veröffentlicht. Das KI-generierte animierte Video wurde von Albert Normandin erstellt. Nach Normandin verbindet der Song Erde, Natur und Leben, die alle ein Teil von allem sind, miteinander. In dem Video wird ein visueller Fluss auf abstrakte Weise geschaffen, um dieses Gefühl zusammenzubringen. Dazu verwendet Normandin traditionelle fotografische Methoden, schwungvolle Bewegungen und Animationen in der realen Welt. Dies stellt die Aufregung, Energie und Freude, die wir in diesem Leben auf der Erde haben, dar.

## Mitwirkende
(Quelle:)

### Liedproduktion
- Tchad Blake – Mixing (Dark-Side Mix)
- Hans-Martin Buff – Dolby-Atmos-Mixing (In-Side Mix), Perkussion (nur In-Side-Mix), Soundeffekte (nur In-Side-Mix)
- Richard Chappell – Produktionsvorbereitung
- Matt Colton – Mastering
- Faye Dolle – Technische Assistenz
- Richard Evans – D Pfeife
- Peter Gabriel – Begleitgesang, Gesang, Synthesizer, Klavier, Rhythmus-Programmierung, Produzent
- Oli Jacobs – Tontechniker, Rhythmusprogrammierung, zusätzliche Synthesizer
- Manu Katché – Schlagzeug
- Tony Levin – Bassgitarre
- Katie May – Tontechnikerin, Perkussion, Rickenbacker-E-Gitarre, Akustische Gitarre, zusätzliche Synthesizer, E-Gitarre (nur Bright-Side-Mix und In-Side-Mix)
- David Rhodes – Begleitgesang, E-Gitarre
- Dom Shaw – zusätzliche Technik, Technische Assistenz
- Mark „Spike“ Stent – Mixing (Bright-Side Mix)[11]

### Chorproduktion
- Chorgesang – Soweto Gospel Choir
  - Sopran – Linda Sambo, Nobuhle Dhlamini, Phello Jiyane, Victoria Sithole
  - Alt – Maserame Ndindwa, Phumla Nkhumeleni, Zanele Ngwenya, Duduzile Ngomane
  - Tenor – George Kaudi, Vusimuzi Shabalala, Xolani Ntombela, Victor Makhathini
  - Bass – Thabang Mkhwanazi, Goodwill Modawu, Warren Mahlangu, Fanizile Nzuza
  - Toningenieur – Jacques Du Plessis
  - Musikdirektor, Gesangs-Arrangeur – Bongani (Honey) Ncube

### Unternehmen
- Aural Majority Pad – Tonstudio (Dolby Atmos Mix)
- The Beehive – Tonstudio
- High Seas Studios – Tonstudio
- Metropolis Mastering – Mastering
- Real World Studios – Tonstudio